# Arginiltransferasi
La arginiltransferasi è un enzima appartenente alla classe delle transferasi, che catalizza la seguente reazione:
L-arginil-tRNA + proteina ⇄ tRNA + L-arginil-proteina
L'enzima richiede mercaptoetanolo e un catione univalente. Peptidi e proteine containenti un residuo N-terminale di glutammato, aspartato o cistina possono agire da accettori.